# Томас Глоувър
Томас Блейк Гловър (на английски: Thomas Blake Glover) е шотландски търговец и предприемач, работил и живял дълги години в Япония, носител на втория по престиж орден в страната - „Орден на Изгряващото слънце“, допринесъл много за модернизацията на страната.

## Биография
Роден е в град Фрейзърбърг, близо до Абърдийн, Шотландия на 6 юни 1838 година. 6 години по-късно семейството му се премества в Бридж ъф Дон. Баща му работи като брегови охранител. Завършва училище, след което работи като пътуващ търговец из цяла Шотландия.
През 1859 г. пътува за Шанхай и Нагазаки, работейки за Jardine Matheson Holdings Limited и търгувайки с японски зелен чай. 2 години по-късно основава собствената си фирма Glover Trading Co.. Първият голям търговски успех е свързан с продажбата на кораби, оръжия, барут и боеприпаси на бунтовните кланове Сатсума, Чойшу и Тоза в Япония, в началото на 1860-те години.
Основният му бизнес се развива в град Нагазаки, където той построява сграда, която е сред първите, издържани изцяло в западен стил. През 1868 г. сключва договор с клана Сага за разработване на първата мина за въгледобив в Такашима.
По същото време строи и първият сух док в Япония.
Томас Глоувър банкрутира през 1870 година, но остава в Япония, където продължава да ръководи мината в Такаешима. Тя е национализирана, а през 1881 г. е придобита от основателя на „Мицубиши“ - Ивасаки Ятаро.
Глоувър става основна фигура в индустриализацията на Япония, подпомага основаването на корабостроителница, собственост на „Мицубиши“, и Японска пивоварна фабрика, по-късно наречена Kirin Brewery Company, която съществува и до днес и е част от „Мицубиши груп“.
Умира в дома си в Токио на 13 декември 1911 година, погребан е в Нагазаки.